# زهرة الحواشي اللامعة
زهرة الحواشي اللامعة (باللاتينية: Veronica polita) نوع نباتي يتبع جنس زهرة الحواشي من الفصيلة الحملية. كانت تصنف سابقًا ضمن الفصيلة الغدبية.

## الموئل والانتشار
موطنها المشرق العربي ووادي النيل والمغرب العربي إلى معظم مناطق أوروبا.

## مرادفات للاسم العلمي
- (باللاتينية: Veronica didyma Ten.)
- (باللاتينية: Veronica agrestis subsp. polita (Fr.) Rouy)